# Encefalocele
Encefalocele procede del griego egkephalos: cerebro y Kelé: hernia. Es una enfermedad congénita rara, en la cual, un divertículo del tejido cerebral y de las meninges protruyen a través de defectos en la bóveda craneana, es decir, un defecto del cerebro en el cual el revestimiento y el líquido protector quedan fuera, formando una protuberancia tanto en la región occipital como en la región frontal y sincipital; se subdividen a la vez en la zona nasofrontal, nosaetmoidal y nosaorbital.

## Clasificación
- Hidroencefalocele: si solamente protruyen el ventrículo.
- Meningohidroencefalocele: si protruyen también las meninges.

## Etiología
Deriva de una falla en el cierre del tubo neural durante el desarrollo embrionario, por lo que en ocasiones también es llamado cráneo bífido.
Principalmente tiene lugar durante la cuarta semana de gestación. Aunque su origen no se conoce con precisión, ha sido asociado a una deficiencia materna en los niveles de ácido fólico durante el embarazo, así como consecutiva a un traumatismo y por lo tanto producirse como las hernias.

## Manifestaciones clínicas
Las manifestaciones clínicas más frecuentes suelen ser:
- Retraso mental
- Crisis convulsivas
- Cabeza con tamaño inferior a lo normal (microencefalia).

Los encefaloceles con protrusión en la región parietofrontal tienen además problemas auditivos, visuales y nasales,